# Samba On Your Feet
Samba On Your Feet é um documentário de Eduardo Montes-Bradley também  conhecido como "Samba! reflections of Africa in Brazilian culture”. O filme desvenda os bastidores do samba e do carnaval para revelar o choque cultural e racial que deu origem a uma nova tradição no Rio de Janeiro.

## Sinopse
Os cineastas vão atrás do meio social carioca para documentar samba e carnaval. O documentário de uma hora traça as influências que contribuíram para moldar a música que consagrou o carnaval como uma das manifestações culturais mais poderosas no Brasil. Raízes e perspectivas, corpo e fantasmas, entidades e divindades espalhados por favelas e sobre as calçadas da Bahia e Rio de Janeiro são essenciais para o make-up do expoente musical brasileiro por excelência.  Ele apresenta as vozes de Cartola, Caetano Veloso, Ismael Silva, Clara Nunes, Clementina de Jesus e muitos outros, cujas perspectivas sobre os assuntos culturais do Rio de Janeiro foram cuidadosamente articulados com entrevistas aos expoentes da cultura brasileira atual. Este diálogo entre passado e presente se realiza durante todo o filme, entre cenas preciosas de metragem de arquivo da coleção particular e recursos do governo.  
O documentário foi filmado quase só nas favelas marginais, nos terreiros de umbanda e nas favelas, onde os habitantes menos favorecidos do Rio se esforçam para superar as taxas esmagadoras da criminalidade e analfabetismo com o ritmo e a alma da música que eles chamam de samba.
Foi convidado a participar no Festival de Cinema de Toulouse, França 2008; Rio International Film Festival, Brasil 2006; Buenos Aires Independent Film Festival (BAFICI) Argentina 2007; e Toronto Film Festival, Canadá 2007. Atualmente está sendo exibido em universidades em todo os EUA e no exterior.

## Elenco

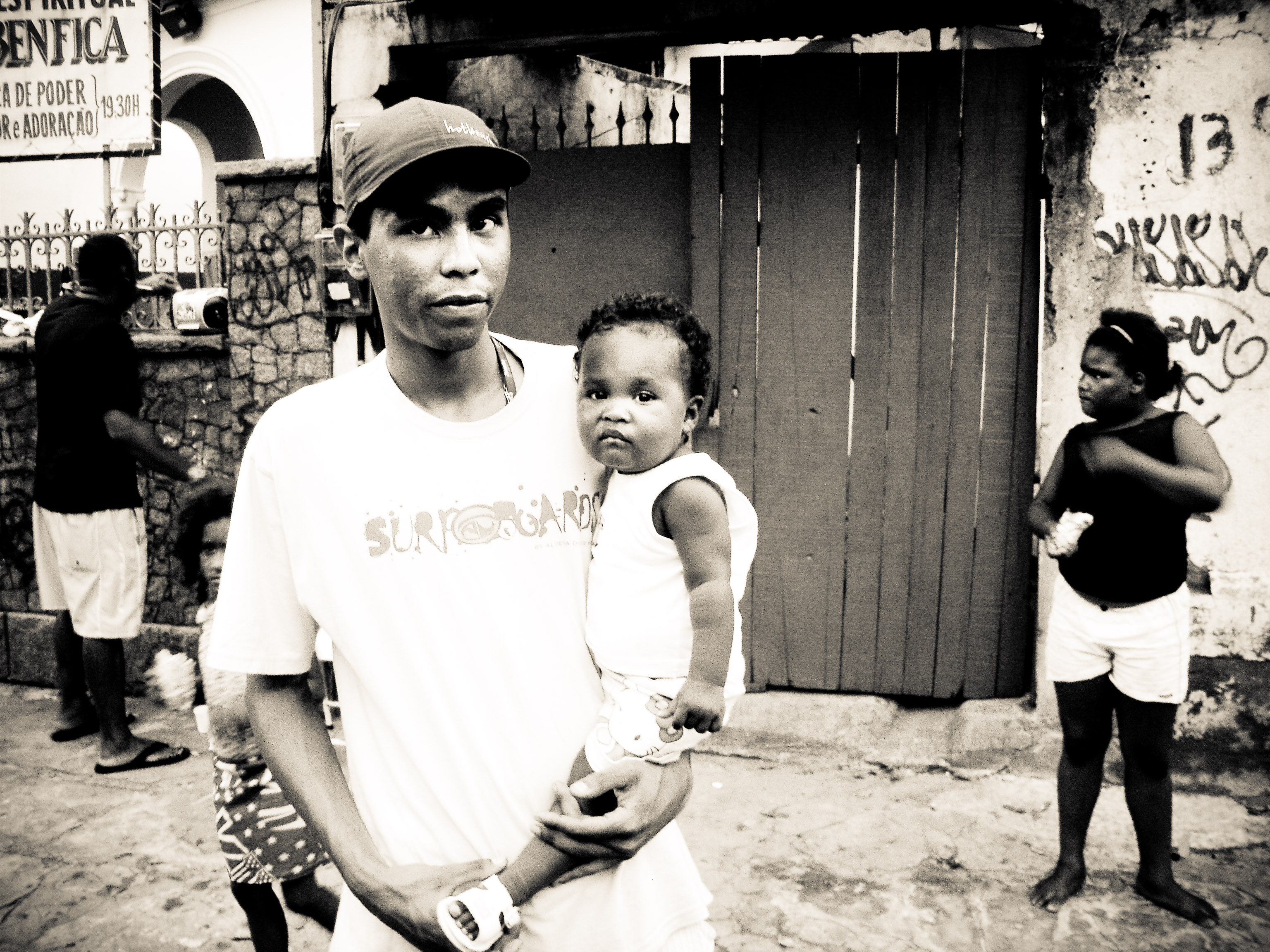
Na locação nas favelas do Rio de Janeiro durante a filmagem de “Samba in your Feet”.

- Haroldo Costa, historiador e escritor. Costa tem estado envolvido na vida cultural do Rio de Janeiro desde o início dos anos 1950. Hoje, ele é uma das maiores autoridades em folclore carioca, com particular ênfase no samba e carnaval.
- Xangô da Mangueira, cantor e compositor, vivendo o branqueamento dos tempos em que o carnaval e samba reuniu-se pela primeira vez nas ruas do Rio de Janeiro.
- Tia Surica (Iranette Ferreira Barcellos), ativa como membro da velha guarda de sua amada Escola de Samba Portela. Sua casa, conhecida como o "Cafôfo da Surica", é um terreno fértil para os músicos e dançarinos que procuram aconselhamento e apoio.
- Herminio Bello de Carvalho, poeta, produtor e compositor. Herminio (70) é fundamental para a compreensão do movimento conhecido como MPB (Música Popular do Brasil). Seu nome está associado com a história de Cartola, Pixinguinha, Nelson Cavaquinho, Carlos Cachaça, Elton Medeiros, Mauricio Tapajós, e Clementina de Jesus.
- Mart'nália. Cantora e compositora. O nome dela é referencial para músicos na Europa e nos EUA. Ela também é a filha do lendário sambista e cantor Martinho da Vila.
- Paulo Barros, carnavalesco, faz desenhos, projetos, e concebe o enredo que irá distinguir Escola de Samba Unidos da Tijuca durante o carnaval. Ele organiza todos os aspectos criativos do desfile eleva ou cai o crédito para o sucesso ou o fracasso da escola. Nos três anos que Paulo foi líder na Unidos da Tijuca ele tem transformado o carnaval. De muitas maneiras, Paulo Barros é considerado um revolucionário.
- Teresa Cristina, cantora. Uma verdadeira "carioca", aquele que vai cantar com os olhos fechados na frente de uma platéia amorosa selvagem em casas noturnas do Rio de Janeiro era tudo, tem cheiro de samba e cachaça".
- Mãe Helena D'oxosse, mãe de santo na tradição umbanda. Ela introduz samba em suas práticas religiosas extremas. Mãe Helena vive em um dos subúrbios mais pobres do Rio de Janeiro, onde entretém classe trabalhadora de baixa renda e seguidores de umbanda e candomblé.

## Equipe e créditos
- Produção e direção – Eduardo Montes-Bradley
- Fotografia – Mustapha Barat
- Direção de som – Bruno Fernández
- Roteiro – Juan Trasmonte e Eduardo Montes-Bradley
- Edição – Eduardo Montes-Bradley

## Festivais / Divulgações
- Brazil on the Beach, 2009[7]
- Toulouse Latin American Film Festival 2008
- Rio International Film Festival 2006
- Chicago Latino Film Festival
- Buenos Aires International Film Festival BAFICI 2007
- Toronto Latino Film Festival 2007

## Distribuição
O filme é distribuído pela Filmakers Library e Alexander Street Press através do Vídeo Academic Store.

## Citação e filmografia selecionada
- Latin American Popular Culture Since Independence: An Introduction / edited by William Beezley and Linda Curio-Nagy - 2nd Edition p192
- Carnival in Brazilian Literature and Culture. University of Texas - Austin. Department of Spanish and Portuguese.